# エリダヌス座ゼータ星
エリダヌス座ζ星は、エリダヌス座の恒星で5等星。

## 概要
Am星に分類され、恒星大気中はユウロピウムのような希土類元素に富み、逆にカルシウムは希薄である。平均距離0.16au（近点0.14au、遠点0.18au）の軌道を17.922日の周期で周る伴星を持つ。同じA型スペクトルを持つベガのように、この連星系は直径40auほどの塵円盤の中に収まっている。

## 名称
ζ Eridani（略称はζ Eri）。固有名のZibal は、アラビア語で「ダチョウのひな」を意味する al-riʾāl に由来する。これは元々アケルナルとフォーマルハウトの間（あるいはフォーマルハウト、ほうおう座α星、くじら座β星で作られる三角形の間）に散らばる暗い星々のことを指す言葉だったものが、近年になって誤ってζ星の名称とされたものである。2016年9月12日に国際天文学連合の恒星の命名に関するワーキンググループ (Working Group on Star Names, WGSN) は、Zibal をエリダヌス座ζ星の固有名として正式に承認した。